# イ・ソンビン (女優)
イ・ソンビン（이선빈、1994年1月7日 - ）は、韓国の女優である。

## 略歴
2011年10月、GPエンターテインメントに所属し、アイドルグループJQTに加入した。2012年2月にJQT解散。その後、彼女は2012年12月に別のアイドルグループに再デビューする予定だったが、通らなかった。それにより、GPエンターテインメントとの契約を終了した。その後、Wellmade Yedangに演習生として参加した。女優を正式に始める前はCFモデルとして様々なミュージックビデオに出演した。
2014年、テレビドラマ「書聖王羲之」で女優としてデビューした。本名はイ・ジンギョン。

## 出演

### テレビドラマ
- カフェ・アントワーヌの秘密（2016年、JTBC） - イ・マリ役
- また!?オ・ヘヨン（2016年、tvN）
- 元カレは天才詐欺師 〜38師機動隊〜（2016年、OCN） - チョ・ミジュ役
- アントラージュ（2016年、tvN）
- ミッシングナイン（2017年、MBC） - ハ・ジア役
- クリミナル・マインド:KOREA（2017年、tvN） - ユ・ミニョン役
- スケッチ〜神が予告した未来〜（2018年、JTBC） - ユ・シヒョン役
- 偉大なショー〜恋も公約も守ります！〜（2019年、tvN） - チョン・スヒョン役
- 番外捜査（2020年、OCN） - カン・ムヨン役
- ジャガイモ研究所（2025年、tvN)   -キム・ミギョン役

### 映画
- ノンストップ（2020年） - イ・ソンビン（本人役・カメオ出演）
- 空気殺人〜TOXIC〜（2022年）ハン・ヨンジュ役